# Parforcehorn

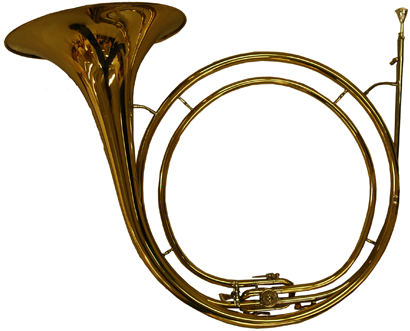
Parforcehorn. Unten sichtbar ist das Ventil zum Umschalten zwischen den Stimmungen in Es und B.

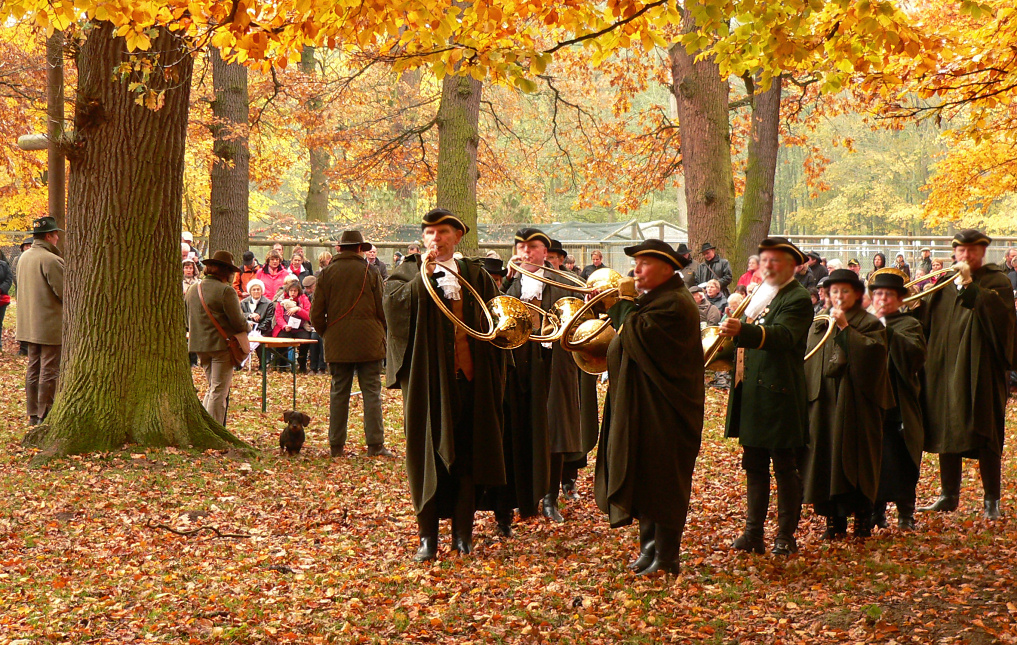
Jagdliche Parforcehornbläser

Das Parforcehorn, im französischen die Trompe de Chasse, ist ein Blechblasinstrument, das als Signalinstrument für die Parforcejagd dient. Es ist ein Vorläufer des Waldhorns.

## Bauarten
Das Parforcehorn besteht aus einer annähernd zylindrischen Röhre aus Messing, die zum Ende hin konisch in eine ausladende Stürze (Schallbecher) ausläuft. Das ursprüngliche Horn zum jagdlichen Gebrauch hatte nur eine Windung, erst für den Einsatz im Orchester wurde es mehrwindig gebaut. Für den Gebrauch im Rahmen des jagdlichen Brauchtums gibt es mittlerweile auch ein mehrwindiges Instrument mit reduziertem Windungsdurchmesser, das handlicher als das originale Horn ist. Die Windung(en) sind bei modernen Instrumenten häufig mit einem Lederriemen umwickelt. Dadurch werden die Griffigkeit und die Stabilität des Instruments erhöht und Korrosion des Metalls durch Handschweiß vermieden.

## Verwendung

Parforcehörner in Es/B bei einem Fanfarenzug

Parforcehörner dienen vorrangig im jagdlichen Brauchtum zum Blasen von Jagdsignalen. Die große Windung erlaubt es, Kopf und Arm hindurchzustecken und das Horn über der Schulter zu tragen. So bleiben beide Hände zum Reiten frei.
Einige romantischen Opern, wie Der Freischütz von Carl Maria von Weber im „Jägerchor“ und Joseph Haydns Oratorium Die Jahreszeiten setzen zur künstlerischen Wirkung auf eine Imitation dieser Instrumente. Die Melodie für den Freischütz lässt sich mit den 6. bis 14. Tönen der Naturtonleiter blasen.
Parforcehörner werden heute auch konzertant in so genannten Bläsercorps geblasen, die Instrumente in Es oder Es/B üblicherweise allein, wobei vierstimmige Sätze überwiegen. Das Parforcehorn in Es klingt nur einen Halbton höher als die in D gestimmte Trompe de chasse und lässt sich genau so gut wie diese überblasen. Daher können auf Parforcehörnern in Es auch die für die Trompe de Chasse komponierten Stücke gespielt werden. Begünstigt wird dies dadurch, dass höherwertige Instrumente, vor allem solche ohne Umschaltventil, mittlerweile über einen ähnlich großen Dynamikbereich wie die Trompe de Chasse verfügen.
Parforcehörner in B und solche in Es/B mit auf B-Position arretiertem Umschaltventil werden auch zusammen mit Fürst-Pless-Hörnern geblasen, wobei vierstimmige (2 Fürst-Pless-Horn-Stimmen, 2 Parforcehorn-Stimmen) und sechsstimmige (4 Fürst-Pless-Horn-Stimmen, 2 Parforcehorn-Stimmen) Sätze dominieren. Bei einstimmigen Jagdsignalen spielen die Parforcehörner eine Oktave tiefer als die Fürst-Pless-Hörner.
Das Zusammenspiel mit anderen Instrumenten ist selten. Gelegentlich werden Parforcehörner zum Beispiel im Rahmen einer Hubertusmesse zusammen mit der Orgel eingesetzt. Das Instrument wird auch bei Fanfarenzügen verwendet.

## Stimmungen, Haltung, Spieltechnik

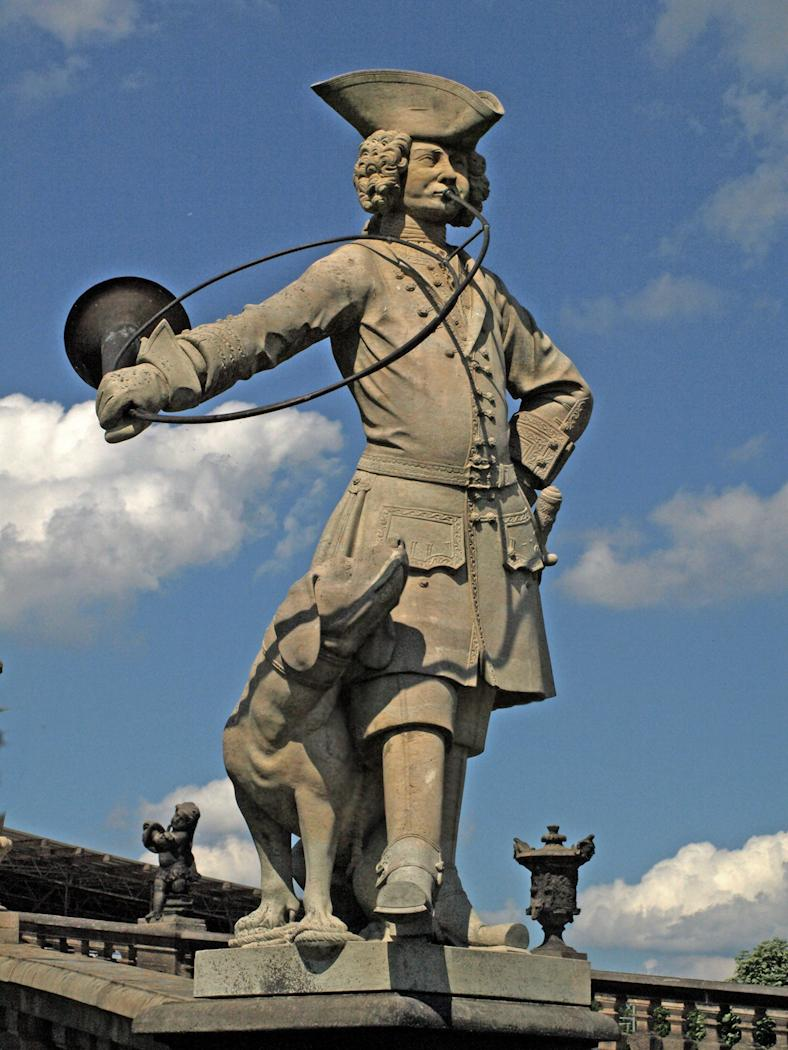
Piqueurstatue von Wolf Ernst Brohn aus dem Jahr 1660 in Schloss Moritzburg (Sachsen)

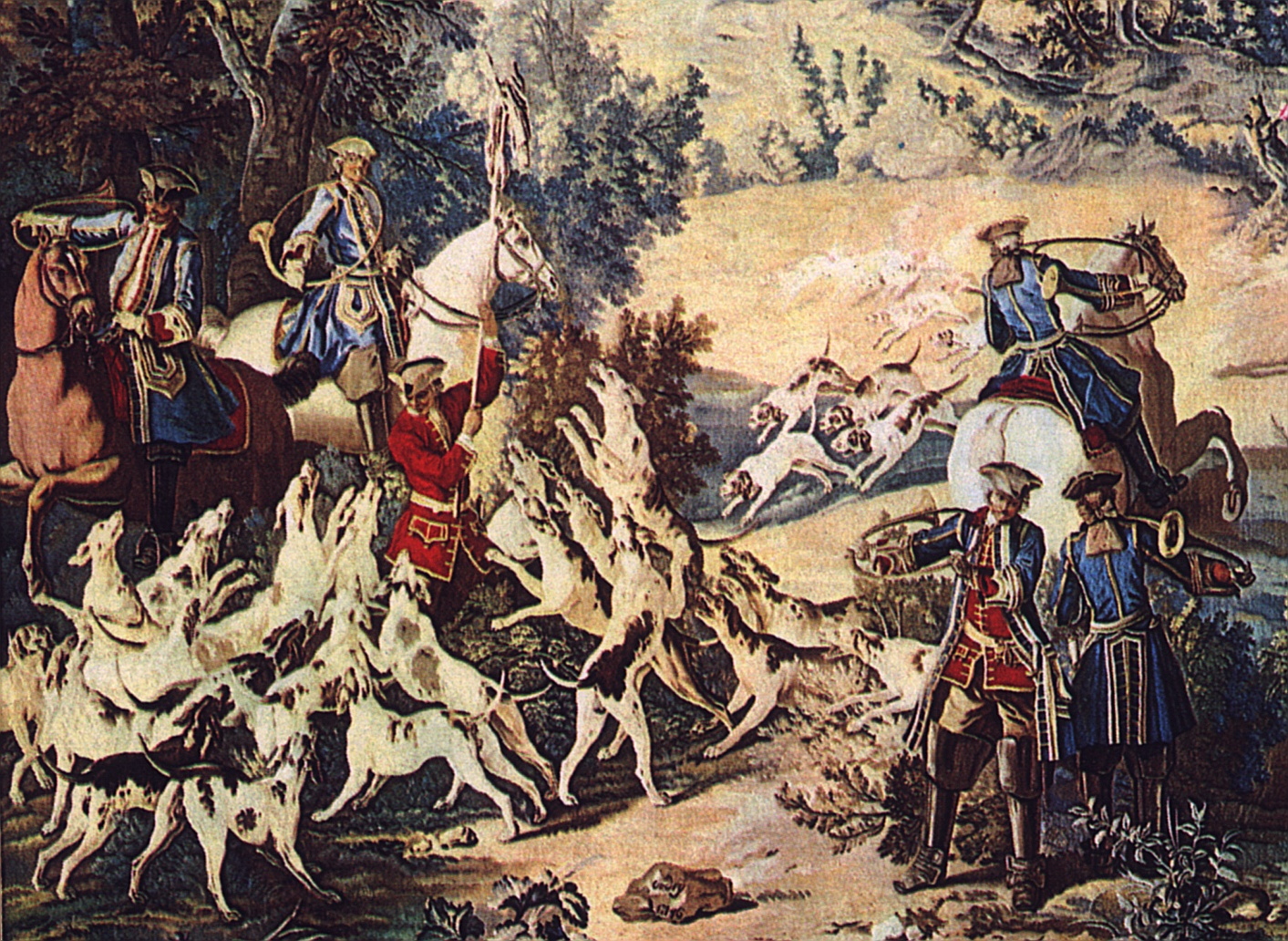
Parforcehornbläser auf dem Gemälde Tod eines Hirsches von J. F. de Troy, 18. Jahrhundert

Die Grundstimmung ist in Es, B oder mit einem Ventil umschaltbar zwischen Es oder B. Das Instrument in B klingt eine Quinte höher als das in Es. Durch das Blasen mit Naturtönen können auch Melodien und als charakteristische zweistimmige Tonfolge die sogenannten Hornquinten gespielt werden. Auf dem Instrument in B sind mindestens 12 Naturtöne spielbar, auf dem Instrument in Es mindestens 16. Parforcehörner sind transponierende Instrumente, notiert wird immer in C-dur (d. h. ohne Vorzeichen) im Violinschlüssel. Das Parforcehorn in B wird auch in einer Ausführung mit drei Ventilen (Wirkung der Ventile wie bei einer Trompete) gebaut. In Frankreich wird an Stelle des Parforcehorns die auf dem Grundton D stehende Trompe de Chasse geblasen.
Das Instrument wird mit der rechten Hand gehalten, die linke Hand hat eventuell nur leicht stützende Funktion. Entgegen der modernen Waldhornhaltung wird die rechte Hand nicht in die Stürze gelegt, das Instrument wird normalerweise offen gespielt. Das Stopfen, also das tiefe Einführen der Hand in die Stürze, wodurch der geblasene Ton um bis zu einem Ganzton tiefer klingt, wird gelegentlich angewendet, um offen nicht spielbare Töne zu realisieren. Gestopfte Töne klingen deutlich dunkler als offene Töne. Beim Instrument in Es/B können einige dieser Töne auch durch Umschalten von Es auf B realisiert werden, wenn das Stück an sich auf Es steht. Diese Methode ist jedoch bei Stücken, die für nicht umschaltbare Parforcehörner komponiert wurden, umstritten, da der klangliche Unterschied zwischen offenen und gestopften Tönen zum Charakter dieser Stücke gehört.

## Mundstück

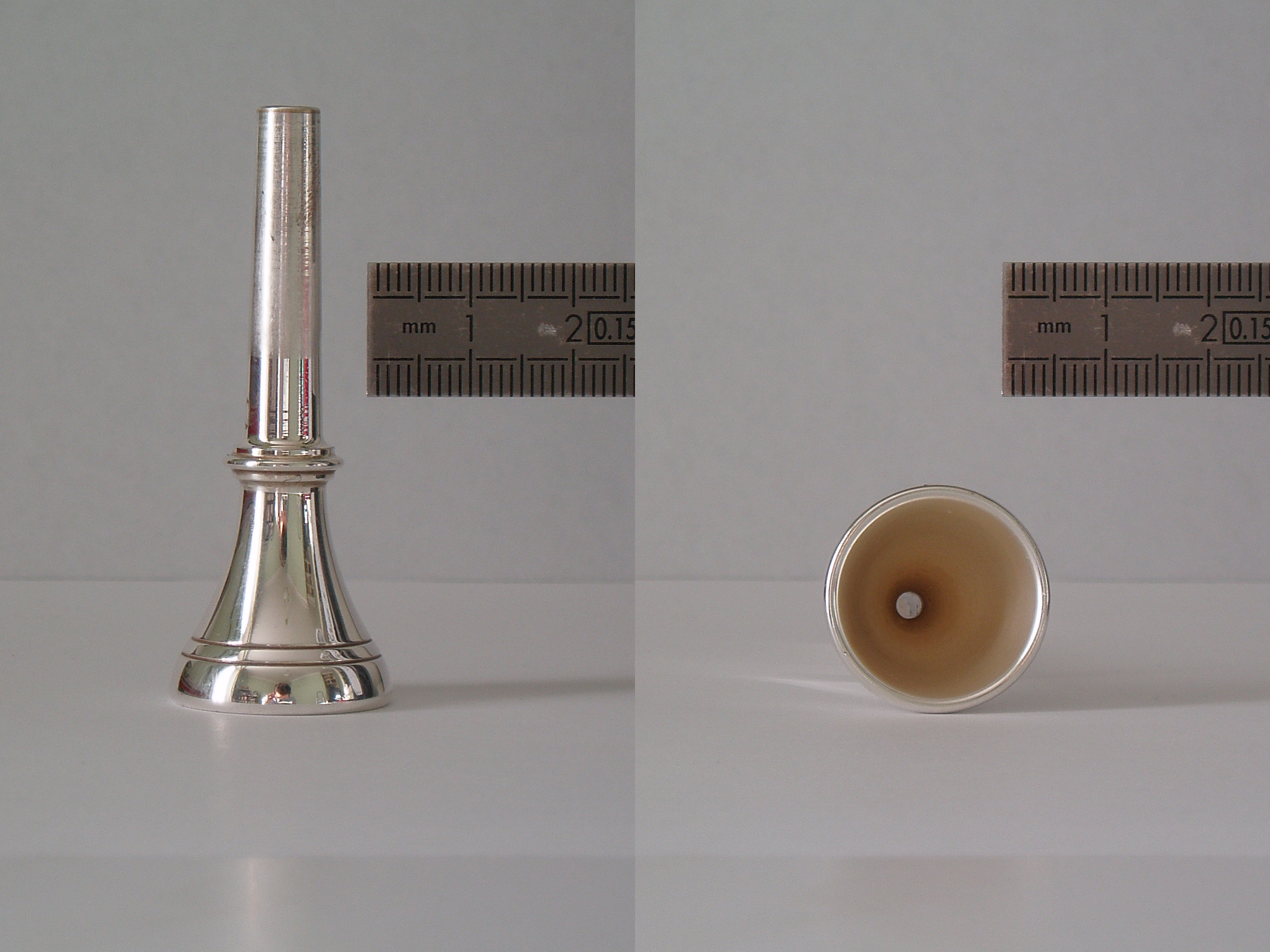
Typisches Parforcehorn-Mundstück

Das ursprünglich verwendete Parforcehorn-Mundstück ist trichterförmig und hat einen extrem schmalen Rand. Dadurch entsteht ein sehr durchdringender Ton, der im Wald sehr weit trägt. Beim originalen Gebrauch kommt es nicht auf „romantische Klangschönheit“, sondern auf große Lautstärke an. Früher schnitten sich deshalb die Bläser die Lippenhaut auf und ließen sie vernarben. Die so verhärtete Haut verhinderte, dass ein zu starker Druck des Mundstückes die Lippenmuskulatur durchquetschte. Dieses „Schmettern“ ist jedoch Vergangenheit, die Dynamik spielt auch in der modernen Interpretation eine wichtige Rolle. Moderne Parforcehornmundstücke sind im Prinzip wie Waldhornmundstücke gebaut, ein kleiner Kessel begünstigt das Blasen in hohen Lagen, ein großer Kessel das in tiefen Lagen.